# Anabarhynchus albellus
Anabarhynchus albellus är en tvåvingeart som beskrevs av Lyneborg 2001. Anabarhynchus albellus ingår i släktet Anabarhynchus och familjen stilettflugor. Inga underarter finns listade i Catalogue of Life.